# Андерс Цельсій
А́ндерс Це́льсій (швед. Anders Celsius; 27 листопада 1701 — 25 квітня 1744) — шведський астроном і математик.

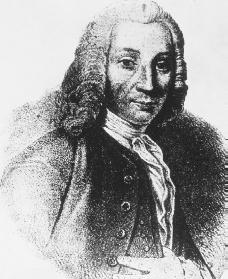
Цельсій у 1730-х роках.

Є широковідомим сьогодні завдяки термометру зі стоградусною шкалою, який отримав його ім'я (термометр зі шкалою Цельсія або термометр Цельсія) і використовується в більшості країн світу. Сам Цельсій називав його «прикрасою» або приладом, що дозволяє побачити «якою мірою теплішає чи холоднішає в кімнаті». Спершу Цельсій визначив точку кипіння води як нуль градусів, а точку танення криги як 100 градусів. Після смерті Цельсія у 1744 році шкалу перевернув Карл Лінней  (відтоді 0 градусів — температура плавлення льоду, а 100 — кипіння води).
Крім того науковець зробив внесок у вивчення північних територій, зокрема, він брав участь у Лапландській експедиції (1736—1737) з вимірювання меридіану.
Після повернення з полярних областей Цельсій почав роботу з організації й будівництва астрономічної обсерваторії в Упсалі, в 1740 році став її директором.

## Дослідження

### Температурна шкала Цельсія

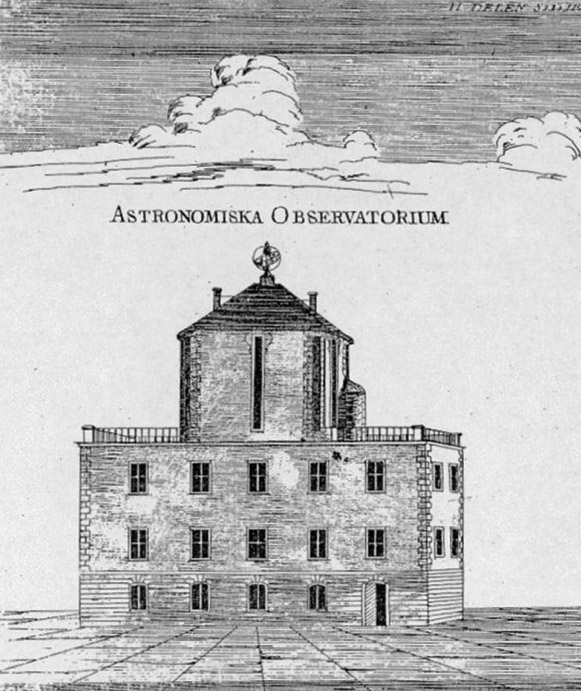
Уппсальська обсерваторія, заснована Цельсієм (Уппсала, Швеція).

Цельсій запропонував шкалу, в якій температура потрійної точки води (ця температура практично збігається з температурою плавлення льоду при нормальному тиску) приймалася за 100, а температура кипіння води - за 0. У 1745 році, вже після смерті Цельсія, шкала була перевернута Карлом Ліннеєм (за 0 стали приймати температуру плавлення льоду, а за 100 — кипіння води), і в такому вигляді використовується до нашого часу.

### Експедиція по вимірюванню меридіана в 1 градус
Разом з французьким астрономом П'єром Луї Моро де Мопертюї брав участь в експедиції з метою вимірювання відрізка меридіана в 1 градус в Лапландії. Аналогічна експедиція була організована на екватор, на території нинішнього Еквадору. Порівняння результатів підтвердило припущення Ньютона, що Земля є еліпсоїд, сплюснутий біля полюсів.

### Відкриття зв'язку північного сяйва з магнетизмом
Спостерігав Полярне сяйво і описав понад 300 своїх і чужих спостережень. Виявив, що відхилення стрілки компаса корелюють з інтенсивністю сяйва. На цій підставі зробив правильний висновок, що природа Північного сяйва пов'язана з магнетизмом.

### Створення обсерваторії
1741 року започаткував Уппсальску астрономічну обсерваторію. Дуже точно виміряв яскравість 300 зірок, використовуючи систему однакових скляних пластин, що поглинали світло.

## Родичі
Батько Андерса Цельсія, Нільс Цельсій (1658-1724), і обидва діда, Магнус Цельсій (1621-1679) і Андерс Споле (1630-1699), теж були професорами. Вченими були і багато інших родичі Андерса Цельсія, в тому числі його дядько Улоф Цельсій (1670-1756), теолог, ботанік, історик і сходознавець.

## Смерть
Помер 25 квітня 1744 року в рідному місті від туберкульозу.

## Присвоєння імен
На додаток до температурної шкалою, на честь Цельсія названо астероїд 4169. Шведський астронавт Крістер Фуглесанг брав участь в ESA під назвою Celsius Mission (Місія Цельсія). Кілька вулиць у Швеції назвали в честь Цельсія, в тому числі і в Стокгольмі, Гетеборзі, Мальме і Уппсалі. Навіть шведська оборонно-промислова група Цельсія AB була названа в честь Андерса Цельсія.